# Pascal Breton
Pascal Breton (24 luglio 1958) è un produttore televisivo francese, noto soprattutto per aver creato la soap opera francese Saint Tropez e la prima serie televisiva Netflix francese Marsiglia.
È ex CEO e presidente di Marathon Media Group e attuale CEO di Federation Entertainment.

## Biografia
Nel 1990, Pascal Breton ha fondato la sua società di produzione, Marathon, in associazione con Olivier Brémond. Oltre a gestire la società, ha lavorato alle produzioni di Marathon, tra cui Saint Tropez (480 × 52 minuti), Babar & Dolmen (6 × 90 minuti).
A Zodiak, Pascal, in qualità di vicepresidente senior della Fiction, ha supervisionato la distribuzione del Millennio e di Versailles (Capa, Canal + ).
Nel 2013, Pascal Breton ha lanciato Federation Entertainment, un nuovo studio di produzione e distribuzione dedicato a serie premium francesi e internazionali. Lì, ha prodotto la prima serie francese di Netflix Marsiglia e ha aiutato nella produzione della serie The Bureau, che è stata distribuita su Amazon Prime UK e iTunes US, raggiungendo rapidamente la Top 5.

## Filmografia
| Anno      | Titolo                                                     | Ruolo                                                           | Appunti |
| --------- | ---------------------------------------------------------- | --------------------------------------------------------------- | --- |
| 1989      | Babar (serie TV)                                           | Produttore supervisore                                          | Gemini Awards per il miglior programma o serie animata (1989, 1990, 1992) |
| 1995      | The Mozart Band (serie TV)                                 | Produttore associato                                            | |
| 1995      | Nancy Drew (serie TV)                                      | Produttore esecutivo                                            | |
| 1996      | Berjac: Coup de maître (film TV)                           | Produttore                                                      | |
| 1996-2008 | Sous le soleil (serie TV)                                  | Creatore Delegate Producer (12 episodi) Produttore (18 episodi) | Trasmesso in 130 paesi [ citazione necessaria ] Rose d'Or per il miglior sapone e le migliori prestazioni - Soap - Female (2004)                                                          |
| 1997      | Kassai e Leuk (serie TV)                                   | Produttore esecutivo)                                           | |
| 2001      | Queenie in Love                                            | Produttore esecutivo                                            | |
| 2002      | Ken Park                                                   | Produttore esecutivo                                            | |
| 2005      | Tokyo Dogs (documentario TV Movie)                         | Produttore                                                      | |
| 2005      | 15 / Love (serie TV)                                       | Produttore                                                      | |
| 2007      | Secrets (TV Mini-Series, titolo originale: Suspectes )     | Produttore esecutivo                                            | |
| 2008      | Pas de secrets entre nous (serie TV)                       | Produttore e Creatore                                           | |
| 2008      | L'aventure antibiotique: La revanche des microbes          | Produttore                                                      | |
| 2008      | Sisterhood (Serie TV - Titolo originale: Cinq Soeurs)      | Creatore                                                        | |
| 2010      | Millennium (Miniserie)                                     | Produttore                                                      | |
| 2014      | Sous le soleil de Saint-Tropez (Spinoff di Sous le soleil) | Co-produttore                                                   | |
| 2015      | The Bureau                                                 | Co-produttore                                                   | Serie Mania International Press Award per il miglior attore - Matthieu Kassovitz) Premio del pubblico della serie TV e premio speciale della giuria della serie TV al Festival di Colcoa. |
| 2015      | Versailles (serie TV)                                      | Produttore                                                      | |
| 2016      | Marsiglia                                                  | Produttore                                                      | |
| 2016      | La collezione                                              | Co-produttore                                                   | |
| 2017      | Love Divina                                                | Co-produttore                                                   | |